# Cariblatta personata
Cariblatta personata är en kackerlacksart som beskrevs av Rehn, J. A. G. 1916. Cariblatta personata ingår i släktet Cariblatta och familjen småkackerlackor. Inga underarter finns listade.